# Daniel Jones (componist)
Daniel Jenkyn Jones (Pembroke (Pembrokeshire), 7 december 1912 – Swansea, 23 april 1993) was een Welsh componist. Zijn vader was een bankmanager en amateurcomponist.
Hij groeide op in Swansea en studeerde aan de Engelse taal en letterkunde aan de  Universiteit van Wales en later muziek aan de Royal Academy of Music, onder meer bij Henry Wood, de dirigent en Harry Franjeon (compositie). Een beurs gaf hem de gelegenheid het buitenland te bezoeken, waaronder Tsjechoslowakije, Frankrijk, Nederland en Duitsland. Niet alleen voor muziek-, maar ook voor zijn taalstudie. Later zou hij daar in de Tweede Wereldoorlog gebruik van maken als ontcijferaar van codes voor strijdkrachten.
Al vanaf zijn jeugd was hij bevriend geraakt met Dylan Thomas en enige kunstenaars uit Wales: Vernon Watkins, Ceri Richards en Grace Williams. Hij zette muziek onder een aantal gedichten van Thomas en verzorgde de muziek bij een radioproductie in 1954 van diens Under Milk Wood. De Symfonie nr. 4 (1954) is geschreven ter nagedachtenis aan Thomas, in 1977 gevolgd door een biografie over de schrijver. Jones ontving in 1968 de OBE.     

## Muziek
Jones componeerde dertien symfonieën, de laatste bleef ongenummerd en kreeg de titel Symfonie ter nagedachtenis van John Fussell. Zijn symfonie nr. 1 wordt wel beschouwd als de eerste symfonie gecomponeerd door een Welshman. Jones hield van de klassieke muziekvormen zoals operas, sonata, strijkkwartetten en dus symfonieën. Alhoewel zelf een redelijk pianist, is het nooit tot het componeren van een pianoconcert gekomen. 

## Oeuvre van Daniel Jones
- 1938 Symphonic Prologue
- 1939 Vijf Stukken voor orkest
- 1943 Comedy Overture
- 1944 Cloud Messenger, orkest
- 1944-5 Symfonie 1
- 1946 Solo Cello Sonata
- 1946 Strijkkwartet 1
- 1947 Miscellany, 20 stukken voor klein orkest
- 1947 Sonata voor Three Non-Chromatic Kettledrums
- 1947 De Fluitspeler, orkest
- 1949 Suite voor altviool en cello
- 1950 Symfonie 2
- 1951 Concert Overture 2
- 1951 Symfonie 3
- 1954 Symfonie 4, in memoriam Dylan Thomas
  - (1) Maestoso; (2) Allegro capriccioso; (3) Adagio - moderato - adagio;
- 1954 Under Milk Wood, toneelmuziek voor Dylan Thomas
- 1955 Bagatelles voor piano
- 1956 Ieuenctid, overture
- 1957 Strijkkwartet 2
- 1958 Symfonie 5
- 1958 The Country Beyond the Stars, cantata naar Henry Vaughan
- 1961 The Knife, opera
- 1962 St Peter, oratorio
- 1964 Symfonie 6
- 1965 Capriccio voor dwarsfluit harp en strijkers
- 1966 Severn Bridge Variation voor orkest (collectieve compositie)
- 1966 Vioolconcert
- 1967 Orestes, opera
- 1969 Investiture Processional Music
- 1970 Strijktrio
- 1971 Symfonie 7
  - (1) Risoluto; (2) Espressivo; (3) Scherzando; (4) Solenne; (5) con brio
- 1972 Cellosonate
- 1972 Sinfonietta 1
- 1972 Symfonie 8
  - (1) Misterioso-agitato-misterioso; (2) Scherzando-serioso-scherzando; (3) Capriccioso; (4) Doloroso ; (5) con brio ma sempre nobilmente
- 1974 Symfonie 9
- 1974 Toccata en Fugue voor orgel
- 1975 Strijkkwartet 3
- 1976 Dance Fantasy, orkest
- 1978 Strijkkwartet 4
- 1980 Strijkkwartet 5
- 1980 Symfonie 10
- 1982 Strijkkwartet 6
- 1982 Hoboconcert
- 1983 Symfonie 11, In Memoriam G F Tyler
- 1985 Symfonie 12
- 1986 Celloconcert
- 1987 Strijkkwartet 7
- 1988 Sonata voor vier trombones
- 1990 Divertimento voor blaaskwintet
- 1992 Sinfonietta 2
- 1992 Symfonie in Memoriam John Fussell (Symfonie 13)
- 1993 Strijkkwartet 8, onvoltooid, voltooid door Malcolm Binney & Giles Easterbrook